# Miguel Flores
Miguel Flores Espinoza fou un futbolista xilè.

## Selecció de Xile
Va formar part de l'equip xilè a la Copa del Món de 1950.